# Greenbackville
Greenbackville è un census-designated place (CDP) degli Stati Uniti d'America, situato nello stato della Virginia, nella contea di Accomack. Secondo il censimento del 2020 gli abitanti di Greenbackville ammontavano a 173.

## Storia
La città venne fondata nel 1867 e venne chiamata così nel 1874, il centro è cresciuto grazie alle linee ferroviare costruite per il trasporto di ostriche e frutti di mare da Chincoteague a Baltimora, Filadelfia e New York.